# Iliana heros
Iliana heros är en fjärilsart som beskrevs av Paul Mabille och Eugene Boullet 1916. Iliana heros ingår i släktet Iliana och familjen tjockhuvuden. Inga underarter finns listade i Catalogue of Life.